# Barbara Wersba
Barbara Wersba (* 19. August 1932 in Chicago, Illinois; † 18. Februar 2018 in Englewood, New Jersey) war eine US-amerikanische  Jugend- und Kinderbuchautorin.

## Leben und Werk
Barbara Wersba wuchs in Kalifornien und später in New York City auf, wo sie eine Privatschule besuchte und an Theater-Workshops teilnahm. Sie studierte am Bard College. Nach ihrem Abschluss dort kehrte sie nach Greenwich Village zurück und nahm Schauspielunterricht bei Paul Mann. 
Nach mehreren Jahren am Theater begann sie mit Mitte 20 zu schreiben.
Aus Barbara Wersbas Feder stammen dreißig Kinder- und Jugendbücher. The Dream Watcher, das erstmals 1968 erschien, wurde mit dem Library of Congress Children’s Book Award bedacht und in die Booklist Junior Contemporary Classic aufgenommen. Für Ein nützliches Mitglied der Gesellschaft wurde Barbara Wersba 1973 mit dem Deutschen Jugendliteraturpreis ausgezeichnet. 1977 war sie für Tunes for a Small Harmonica, das unter dem Titel Alles wegen Harold in deutscher Übersetzung herauskam, für den renommierten National Book Award nominiert. Außerdem war Wersba viele Jahre als Autorin für die New York Times Review of Books tätig. 1994 gründete sie mit The Bookman Press einen eigenen, kleinen Verlag. 
In dem 2007 erschienenen, von Donna Diamond illustrierten Ein Weihnachtsgeschenk für Walter erzählt Wersba vom Beginn einer ungewöhnlichen Freundschaft zwischen einer ausgesprochen kultivierten Ratte und einer Schriftstellerin, die beide ihre Liebe zur Literatur verbindet. In der Hörbuchfassung lieh der Schauspieler Jürgen Thormann der Titelfigur seine Stimme. Obwohl sie auch zahlreiche Kinderbücher verfasst hat, ist Barbara Wersba vor allem für ihre Werke für junge Heranwachsende bekannt. Im Mittelpunkt ihrer Romane stehen häufig sensible, oft künstlerisch begabte Jugendliche, die sich in ihrem familiären Umfeld unverstanden fühlen, und in Freundschaften zu eher unkonventionellen, mitunter deutlich älteren Personen Zuspruch und Selbstbestätigung finden.

## Werke in deutscher Übersetzung
- Ein nützliches Mitglied der Gesellschaft. (Run softly, go fast.) Signal-Verlag, Baden-Baden 1972, ISBN 3-473389-37-4
- Zuckerwatte und Sägemehl. (The carnival in my mind.) Arena Verlag, Würzburg 1984, ISBN 3-401-04069-3
- Alles wegen Harold. (Tunes for a small harmonica.) Arena Verlag, Würzburg 1985, ISBN 3-473-54098-6
- Vanilleeis mit Schwänen. (Crazy vanilla.) Arena Verlag, Würzburg 1988, ISBN 3-401-04227-0
- Ich bin einfach ich! Franz Schneider Verlag, München 1992, ISBN 3-505-04650-7
- Ich finde mich echt gut! Franz Schneider Verlag, München 1992, ISBN 3-505-04667-1
- Ich gehe meinen Weg! Franz Schneider Verlag, München 1993, ISBN 3-505-04668-X
- Den Kopf voller Träume. Zwei Romane. (Sonderausgabe) Ravensburger Buchverlag, Ravensburg 1995, ISBN 3-473-51942-1
- Die Sache mit Kerry. (Arena life.) Arena Verlag, Würzburg 1996, ISBN 3-401-04661-6
- Ein Weihnachtsgeschenk für Walter. (Walter, the story of a rat.) Tulipan-Verlag, Berlin 2007, ISBN 978-3-939944-06-5 (als Hörbuch bei Sauerländer, ISBN 978-3-7941-8535-1)

## Auszeichnungen
- 1973: Deutscher Jugendliteraturpreis für Ein nützliches Mitglied der Gesellschaft